# Romane Leitao
Romane Leitao, née le 30 novembre 2003 à Noisy-le-Grand, est une karatéka française.

## Carrière
Romane Leitao est médaillée de bronze en kata par équipes aux championnats du monde juniors de 2019 à Santiago.
Aux championnats d'Europe 2023 à Guadalajara, elle est médaillée de bronze en kata par équipes.